# Сегизавр
Сегизавр (лат. Segisaurus) — род тероподовых динозавров из семейства целофизид, живших во времена нижней юры на территории современной Аризоны (США). Это был двуногий хищный динозавр размером примерно с гуся.

## Описание
Сегизавр был примитивным двуногим тероподом длиной около 1 метра и весом в 4—7 килограмм. Скорее всего, он был насекомоядным, но не упускал возможности полакомиться падалью и мелкими животными. Ящер был птицеподобным и изящным, имел длинную гибкую шею и крепкое туловище. У сегизавра три пальца на ногах, сами ноги были длинными относительно размеров тела. Его хвост и передние лапы также были длинными. Род и вид описаны по единственному найденному ископаемому экземпляру — голотипу UCMP 32101, который является детёнышем. Можно только предполагать, каких размеров достигали взрослые особи. Любопытно, но у остатков сегизавра были обнаружены ключичные кости, что ранее не были обнаружены у динозавров того периода. Ключица ящера напоминает таковую у птиц, что подтверждает их с динозаврами родство. Таким образом, сегизавр имеет большое значение для науки, поскольку подтверждает, что примитивные ключичные кости имелись уже у ранних тероподов. Чарльз Льюис Кэмп, палеоантолог, изучавший останки сегизавра, выдвинул гипотезу о том, что шейные рёбра особой формы поддерживали кожаную складку, как у современных летучих драконов, что давало ящеру возможность двигаться быстрее.

## История открытия
В 1933 году Макс Литтлсолт, индеец навахо, обнаружил окаменелости в каньоне Сеги формации Навахо Сэндстоун (en:Navajo Sandstone) в Аризоне. Скелет был найден в отложениях известнякового песчаника, датировавшихся юрским периодом, а точнее — плинсбахским-тоарским его ярусами (190—174 млн лет назад). После обнаружения останков Литтлсолт, чьё стадо находилось внутри каньона, показал их местоположения археологам, как раз проводившим в каньоне экспедицию. Больше никаких особей рода, кроме голотипа, обнаружено не было. Любопытно, что когда окаменелости были осмотрены Кэмпом, палеоантолог отметил, что динозавр находится в так называемой "позе сидящей курицы". В этом положении другие тероподы спали или пережидали бури и песчаные штормы.
Сегизавр описан палеоантологом Чарльзом Льюисом Кэмпом (en:Charles Lewis Camp) в 1936 году на основании голотипа UCMP 32101, представлявшей собой частичный окаменевший скелет, состоящий из фрагментов конечностей, таза и позвонков. Фрагменты черепа обнаружены не были.

## Систематика
На этот род обращали мало научного внимания в течение следующей половины века. При исследовании его за это время было отмечено наличие ключиц, а также цельность его костей. Сегизавр оказался близким к более изученному целофизису, однако в отличие от целофизиса, его кости не были полыми. Это вызвало различные вопросы, в частности о принадлежности сегизавра к тероподам вообще. Впрочем, в 2005 году более детальное повторное исследование окаменелостей (Carrano et al.) показало, что кости сегизавра на самом деле были полыми. По итогам данного исследования было заявлено, что динозавр, несмотря на необычность, является целофизидом, и возможно, близким родственником прокомпсогната.